# Dionysiades
Dionysiades (Διονυσιάδης) Sohn des Phylarchides, aus Tarsos oder Mallos in Kilikien, war ein Tragiker des 3. Jahrhunderts v. Chr. Er wird manchmal zur tragischen Plejade gerechnet. Dionysiades schrieb eine Beschreibung des Charakters der Komödiendichter. Dieses Werk könnte die erste Bemühung einer stilistischen Einordnung der Komödiendichter sein.  